# 梁超
梁超（1919年6月—2009年4月30日），男，直隶省（今河北）博野县人，中国人民解放军将领。

## 生平
1936年12月，梁超参加中国工农红军。1938年2月，加入中国共产党。梁超历任团副政委、政委，师政治部副主任、主任，西藏拉萨军分区政委，广西军区政治部副主任等职务。离休后，成为成都军区联勤部成都长寿桥干休所副军职离休干部、广西军区政治部顾问。
2009年4月30日，梁超在成都病逝，享年90岁。